# Campeonato Sudamericano de Remo 2013
El Campeonato Sudamericano de Remo de 2013 realizó en Lago Rodrigo de Freitas entre  el 25 y 28 de abril en la ciudad de Río de Janeiro, Brasil. Contó con la invitación de México. El ganador del torneo fue Argentina quien lideró el medallero con 14 oros.

## Medallero General
| Núm. | País      | Oro | Plata | Bronce | Total |
| ---- | --------- | --- | ----- | ------ | ----- |
| 1º   | Argentina | 14  | 6     | 3      | 23    |
| 2º   | Brasil    | 5   | 9     | 6      | 20    |
| 3º   | Chile     | 5   | 6     | 7      | 18    |
| 4º   | México    | 0   | 2     | 1      | 3     |
| 5º   | Perú      | 0   | 1     | 3      | 4     |
| 6º   | Paraguay  | 0   | 1     | 0      | 1     |
| 7º   | Uruguay   | 0   | 0     | 2      | 2     |